# Вроцимовиці
Вроцимовиці (пол. Wrocimowice) — село в Польщі, у гміні Радземиці Прошовицького повіту Малопольського воєводства.
Населення — 147 осіб (2011).
У 1975-1998 роках село належало до Краківського воєводства.

## Демографія
Демографічна структура станом на 31 березня 2011 року:
|          | Загалом | Допрацездатний вік | Працездатний вік | Постпрацездатний вік |
| -------- | ------- | ------------------ | ---------------- | -------------------- |
| Чоловіки | 72      | 12                 | 47               | 13                   |
| Жінки    | 75      | 16                 | 38               | 21                   |
| Разом    | 147     | 28                 | 85               | 34                   |